# عمارتلو عليا
عمارتلو عليا هي قرية في مقاطعة مشكين شهر، إيران. عدد سكان هذه القرية هو 36 في سنة 2006.